# Peder Christian Andersen
Peder Christian Andersen, často zkracováno na P. Chr. Andersen (5. dubna 1892 – 12. března 1964) byl norský sportovní funkcionář, rozhodčí a novinář.

## Životopis
Narodil se v Sagene jako syn tkadlece. Střední školu dokončil v roce 1909 a byl zaměstnán v norském časopise Sport. Jeho nejvýznamnějším úkolem zde bylo zpravodajství z Letních olympijských her v roce 1912, přičemž pobyt v dějišti OH si sám musel zaplatit. Jako sportovní novinář pracoval také v novinách dělnického hnutí Social-Demokraten. V roce 1919 odtud odešel z politických důvodů a byl přijat do Aftenpostenu. V roce 1925 byl povýšen na pomocného redaktora a v roce 1945 na redaktora zpravodajství. Do důchodu odešel v roce 1963. Je známý tím, že najal Sverre Mitsema, aby napsal satirický sloupek "SORRY e. Trollhaugens Tass" pro Aftenposten.[ujasnit] Mitsem tak činil v letech 1946 až 1996. Andersen také založil, vydával a redigoval časopis Idrettsliv od roku 1915 do roku 1928. V roce 1945 přispíval do Oslopressenu. Napsal také několik knih.
Andersen byl aktivní ve fotbale a řídil zápasy na Letních olympijských hrách v roce 1924, stejně jako tři finále norského fotbalového poháru a první zápas na stadionu Ullevaal v roce 1926. Roku 1912 spoluzaložil a hrál za SFK Njord, který byl předchůdcem klubu Skeid. V letech 1914 až 1918 a 1926 byl členem představenstva Norské fotbalové asociace a v letech 1918 až 1925 jejím sekretářem. Komentoval také fotbalové zápasy v začátcích norského rozhlasu, mj. fotbalový turnaj na Letních olympijských hrách 1936 a Mistrovství světa ve fotbale 1938.
Andersen v roce 1960 obdržel Narvesenovu cenu za žurnalistiku a byl vyznamenán dánským Řádem Dannebrog. Od roku 1919 byl ženatý s Mimi Petersenovou (1893–1975), se kterou měl dvě dcery. Zemřel v březnu 1964 v Oslu.